# بیس (کلرومتیل) اتر
بیس(کلرومتیل) اتر (به انگلیسی: Bis(chloromethyl) ether) یک ترکیب شیمیایی با شناسه پاب‌کم ۱۰۹۶۷ است. 